# Natalia Gordienco
Natalia Gordienko (n. 11 decembrie 1987, Chișinău, URSS) este cântăreață și dansatoare din Republica Moldova. A participat la Concursul Muzical Eurovision 2006, împreună cu Arsenium și la Concursul Muzical Eurovision 2021, cu piesa Sugar, unde a reușit să se califice în finală.

## Biografie
Natalia Gordienko s-a născut pe 11 decembrie 1987, în orașul Chișinău. Încă din copilărie, nu a existat nicio îndoială ca Natalia va deveni artist interpret. La doar cinci ani, a dat primele concerte pentru familia sa și apoi, ca elevă, a participat la diverse spectacole, fascinând audiența.
De la vârsta de 10 ani, Natalia a performat în "Золотой ключик” (Golden key), cel mai important show TV pentru copii de la o televiziune de top a Moldovei. Pe lângă școală, dans și cântat în cor, Natalia a studiat pianul timp de 7 ani, având un program foarte strict în fiecare zi, dar acest lucru nu a împiedicat-o să obțină rezultatul dorit, dând dovadă de perseverență, ambiție, determinare și inventivitate pentru a cuceri fiecare treaptă propusă.
După ce a terminat liceul, timp în care a participat la numeroase concursuri muzicale naționale și  internaționale, Natalia a intrat la „Academia de Muzică, Teatru și Arte Plastice”, la secția Pop și Jazz Vocal.
Anul 2009 a fost un an al provocărilor, dar și al succeselor pentru Natalia. Pe lângă genurile muzicale diverse pe care le-a încercat, Natalia a încercat și rolul de DJ, într-un proiect numit "Star DJ", la care a obținut premiul I, dar nu i-a fost ușor, pentru că nu avea deloc experiență anterioară ca DJ. 
În 2010, Natalia a lansat primul ei album „Time” (Timpul), pentru ca în 2011 să lanseze „Cununa de flori”, cel de-al doilea album al său. În 2015 a lansat un single intitulat Summertime, semnat de FLY RECORDS.
Din anul 2015 s-a anunțat căsătoria civilă cu un avocat moldovean care lucrează în România. Noul nume de familie al Nataliei e Bradu, chiar dacă ea a refuzat să recunoască relația (potrivit "apropomagazin.md"). 
În 2017, Natalia a devenit mamă, aceasta dând naștere unui băiat.

## Premii
- Festivalul Internațional Юрмала- 2003
- Jurmala 2003 – trofeul festivalului
- Festivalul Internațional de muzică pop - Севастополь- Ялта- 2004
- Sevastopol Yalta – 2004 – premiul I
- Delphic Games – 2004 (fest. International) – Medalia de Argint la Muzică Pop
- Festivalul Internațional Два сердца- близнеца – 2004 – secțiunea Pop
- Two Twin Hearts (Două inimi gemene, in memoriam Doina și Ion Aldea Teodorovici) – 2004 – locul I
- Songs of the world (Festivalul Internațional Cântecele lumii) – 2005 – locul I
- Наш край родной – Pamantul nativ – concurs internațional de muzică pop – trofeul
- Eurovision 2006 – prezența în finală, în duet, ca reprezentant al Greciei
- Славянскийбазар - 2006 (Slavianski Bazaar) – locul I
- New Wave 2007 – Jurmala - locul I
- Concursul internațional “World Championship of performing arts”
- Statele Unite ale Americii, Los Angeles, Hollywood – Medalie de Aur pentru vocea anului 2008;

Pentru succesul atins în artă, a fost distinsă cu titlul de „Artist emerit al Republicii Moldova” prin Decretul Președintelui Republicii Moldova, devenind cel mai tânăr artist care a primit acest premiu.